# Sonic Drift 2
Sonic Drift 2 (Japans: ソニックドリフト2) is een videospel uit de Sonic the Hedgehog-franchise. Het spel werd ontwikkeld en uitgebracht door Sega.
In tegenstelling tot zijn voorganger, Sonic Drift, werd Sonic Drift 2 ook direct buiten Japan uitgebracht. Aangezien Sonic Drift toen nog niet buiten Japan was verschenen, werd de titel van het spel in Europa en Amerika gewijzigd in Sonic Drift Racing.

## Gameplay
Het spel voegt drie nieuwe personages toe aan de vier personages uit Sonic Drift: Knuckles the Echidna, Metal Sonic en Nack the Weasel. Daarmee was Sonic Drift 2 het eerst spel waarin Nack en Metal Sonic bespeelbare personages zijn.
De opzet van het spel is hetzelfde als in Sonic Drift. Spelers nemen het tegen elkaar op in een karting-race. Doel van het spel is om met deze race alle zes Chaosdiamanten te winnen. Indien Sonic, Tails, Knuckles of Amy alle diamanten wint, moet hij of zij Dr. Eggman uitdagen tot een laatste race rondom de Death Egg. Als Eggman, Metal Sonic of Nack alle diamanten wint, moet hij het opnemen tegen Sonic in een laatste race.

## Platforms
| Jaar | Platform     |
| ---- | ------------ |
| 1995 | Game Gear    |
| 2012 | Nintendo 3DS |

Het spel maakte deel uit van de Sonic Gems Collection voor de Nintendo GameCube en PlayStation 2.

## Ontvangst
| Beoordeeld door                 | Platform  | Datum         | Score |
| ------------------------------- | --------- | ------------- | ----- |
| Shin Force                      | Game Gear | 25 juli 1999  | 87%   |
| Consoles Plus                   | Game Gear | maart 1995    | 85%   |
| GamePro (USA)                   | Game Gear | januari 1996  | 80%   |
| IMPLANTgames                    | Game Gear | 2 juni 2009   | 80%   |
| Electronic Gaming Monthly (EGM) | Game Gear | november 1995 | 70%   |
| SEGA-Mag (Objectif-SEGA)        | Game Gear | 2 juni 2010   | 60%   |